# Mahmoud Zemmouri
Mahmoud Zemmouri (arabisch محمود زموري, DMG Maḥmūd Zammūriyy; * 2. Dezember 1946 in Boufarik; † 4. November 2017 in Bry-sur-Marne) war ein algerischer Filmregisseur und Schauspieler, der überwiegend in Frankreich arbeitete.
Er studierte an der École supérieure d’optique und der IDHEC und arbeitete anfangs als Regieassistent für Ali Ghalem.
Seine Filme behandelten aktuelle Probleme der algerischen Gesellschaft.

## Filmografie

### Schauspieler
- 1977: L'autre France
- 1983: Am Rande der Nacht (Tchao pantin)
- 1984: Pinot – Gendarm und Herzensbrecher (Pinot simple flic)
- 1984: La smala
- 1986: Nuit d'ivresse
- 1987: Die Beduinen von Paris (L'Œil au beur(re) noir)
- 1989: Kommissar Moulin (Commissaire Moulin, Fernsehserie, 1 Folge)
- 1991: Aus Liebe zum Geld (La thune)
- 1992: Julie Lescaut (Fernsehserie, 1 Folge)
- 1992: Blanc d'ébène
- 1994: Hexagone
- 2005: München

### Regisseur
- 1976: La brèche (Kurzfilm)
- 1981: Nimm die 10 000 Francs und verschwinde (Prends 10000 balles et casse-toi)
- 1986: Die verrückten Jahre des Twist (Les folles années du twist)
- 1991: J.R. kocht Couscous für Sue Ellen (De Hollywood à Tamanrasset)
- 1993: L'honneur de la tribu
- 1997: 100% Arabica
- 2006: Beur blanc rouge
- 2015: Certifiée halal